# Goudooghooibeestje
Het goudooghooibeestje (Coenonympha oedippus) is een vlinder uit de onderfamilie Satyrinae van de familie Nymphalidae, de vossen, parelmoervlinders en weerschijnvlinders.
De spanwijdte van de vlinder bedraagt 26 tot 34 millimeter. De bovenzijde van de vlinder is overwegend bruin, op de achtervleugel is een oogvlek te herkennen. De onderzijde heeft meer oogvlekken, bij het vrouwtje ook op de voorvleugel. Bij het vrouwtje bevindt zich rond de vlekken op de achtervleugel bovendien een lichtgekleurd veld.
Het goudooghooibeestje is een van de zeldzaamste vlindersoorten in Europa en gaat sinds de twintigste eeuw zowel qua verspreiding als in populatie grootte sterk achteruit.
De soort is waargenomen in Oostenrijk, België (dwaalgast), Duitsland, Frankrijk (enkele gebieden), Hongarije, Italië, Japan, Kazachstan, Liechtenstein, Mongolië, Polen, Rusland, Slowakije, Slovenië, Bulgarije, Spanje, Zwitserland en Oekraïne, maar is in enkele van deze landen uitgestorven. 
De vlinder leeft in natte graslanden en rietmoerassen in de nabijheid van bos. De soort is zeer honkvast en vliegt traag. Waardplanten zijn grassen zoals beemdgras, raaigras, smele en pijpenstrootje. Overwintering gebeurt als halfvolgroeide rups in de strooisellaag. De verpopping vindt daar in het voorjaar plaats. Vliegtijd is van juni tot augustus.

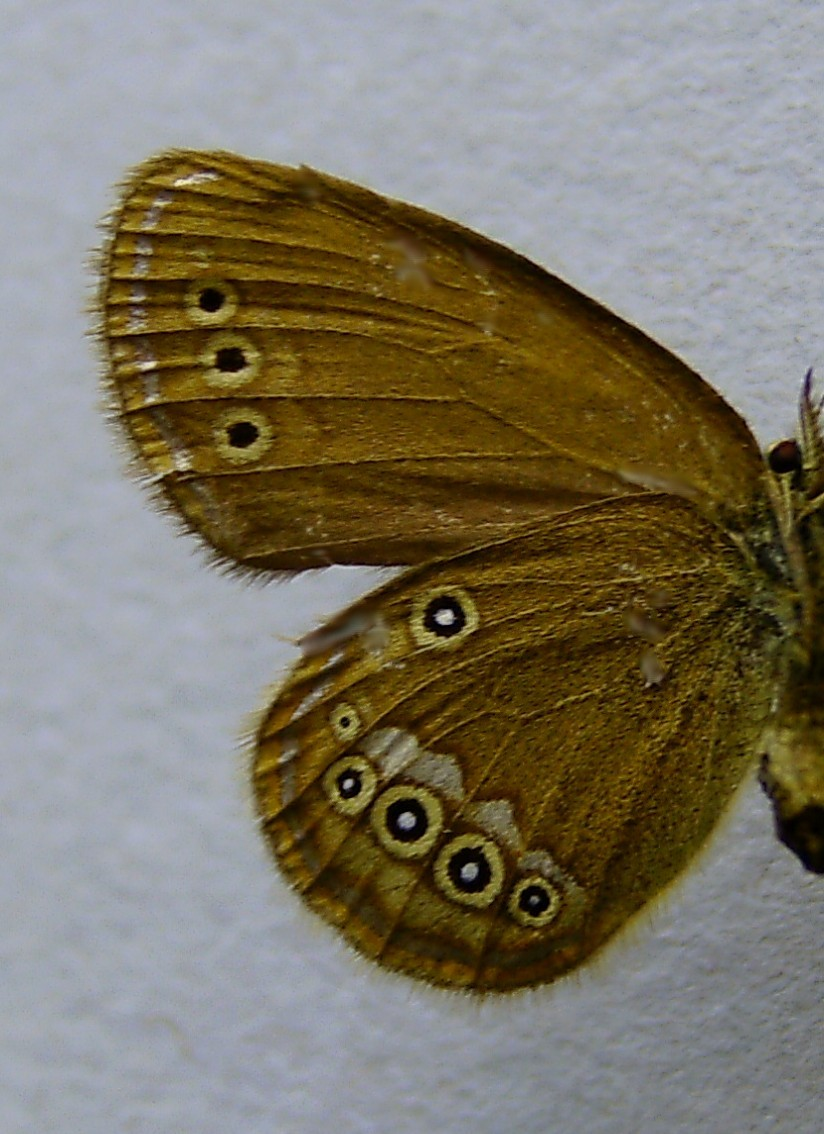
Onderzijde vrouwtje
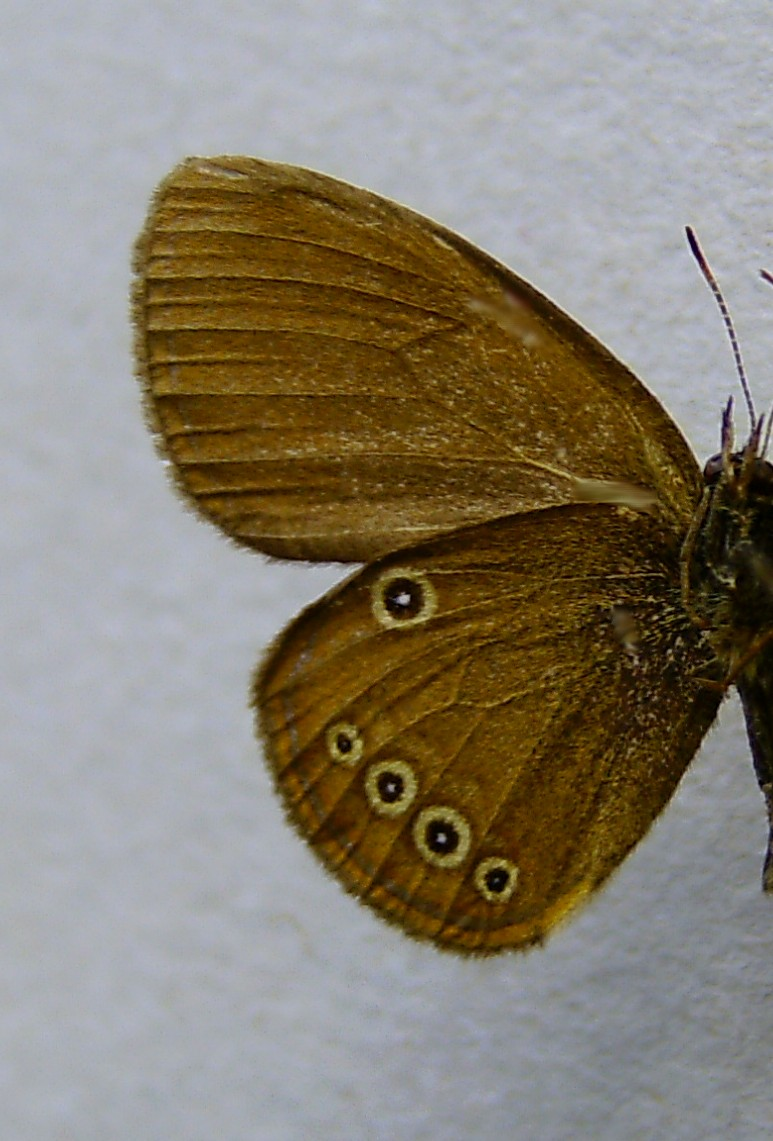
Onderzijde mannetje